# Het Oplage Instituut
Het Oplage Instituut (HOI – Das Auflageninstitut) war eine niederländische Einrichtung zur Ermittlung von Medienauflagezahlen. Die Leitung bestand zur einen Hälfte aus Personen aus dem jeweiligen Inserenten- und Werbeagenturverband, zur anderen Hälfte aus dem Medienbereich. HOI stellte all denjenigen, die Anzeigen bei den dem Institut angeschlossenen Medien schalten wollten, geprüfte Auflagenzahlen für die Leistungskontrolle von Werbeträgern zur Verfügung. Es entsprach damit der deutschen IVW.
HOI wurde im März 1998 gegründet. Aufgenommen wurden zunächst Zeitschriften, die großen Zeitungen des Landes schlossen sich dem Institut später an. Etwa 750 Medien stellten ihre Auflagendaten über das HOI bereit. Die ausgegebene Auflagenhöhe richtete sich nach den zugrundeliegenden Kriterien, so ist die Ausgabe der bezahlten oder der verbreiteten Auflage möglich, wie auch eine Zahl für das gesamte Jahr oder für ein einzelnes Quartal. Es wurden nicht nur Printausgaben, sondern auch digitale Medien wie E-Zeitungen erfasst, beide wurden separat aufgelistet.
Die Daten des HOI konnten nach einer Registrierung kostenlos online aufgerufen werden.
Zum 1. Januar 2015 ging das HOI in der Organisation Nationaal Onderzoek Multimedia (NOM) auf. Gleichzeitig wurde die Herausgabe von Quartalsberichten aufgegeben.